# Вибухи в порту Бейрута
Вибухи в порту Бейрута — увечері 4 серпня 2020 у порту міста Бейрута, столиці Лівану, з інтервалом у 15 хвилин пролунали два вибухи. Другий вибух був надзвичайно потужним — близько 2 кілотонн у тротиловому еквіваленті. Вибухова хвиля практично повністю зруйнувала припортову інфраструктуру та пошкодила будівлі на відстані до 10 км.
У результаті щонайменше 220 людей загинуло та 6000 було поранено, 110 пропало безвісти. До 300 000 людей втратили домівки, з них 80 000 дітей.
Трагедія сталася під час глибокої економічної та соціальної кризи, які ще й ускладнила пандемія COVID-19.

## Перебіг подій
4 серпня 2020-го близько 17:52 на 9-му складі в порту Бейрут почалася пожежа. Згодом, вона перекинулась на 12-й склад, де зберігалося 2750 тонн аміачної селітри, яку влада конфіскувала в судна «MV Rhosus» і яку зберігали в неналежних умовах шість років.
Перший вибух підняв хмару диму з вогнем, він супроводжувався звуками, схожими на звук феєрверків. За 15 хвилин, о 18:08, пролунав другий значно масштабніший вибух, хвиля від якого буквально розтрощила багатоповерховий елеватор, що знаходився поруч епіцентру вибуху. 
У небо здійнялися помаранчеві хмари, що виникли від токсичного газу діоксиду азоту, який виділився після вибуху за участі нітратів.
У тротиловому еквіваленті така кількість селітри за інформацією одеського видання «Думська» становила близько 1850 тонн тротилу (1,85 кт), а за даними аналітика та експерта з озброєнь техаської приватної розвідувальної компанії Stratfor Сіма Така — 2,2 кілотони.
Посольство США закликало людей залишатися в приміщеннях та носити маски.
За даними йорданських сейсмологів потужність вибуху була еквівалентна землетрусу силою 4,5 бали. Магнітуда землетрусу становила 3,3 за шкалою Ріхтера.
На місці вибуху утворився кратер діаметром 140 метрів.
За даними АІС агенції IHS Markit на момент вибуху у гавані перебувало дев'ять суден, зокрема, два судна з зерном, що вийшли з порту Маріуполя — Raouf H та Mero Star.
Було пошкоджено будівлі на відстані 10 км. У штаб-квартирі ліванської газети The Daily Star обвалилась частина даху, було вибито вікна та пошкоджено меблі. Вибухи було чути навіть на Кіпрі.
Міністр охорони здоров'я Лівану Хамад Хасан заявив, що кількість загиблих та поранених може бути значно більше, ніж вважалося спочатку.
Представники ліванського Червоного Хреста заявили, що всі транспортні засоби та персонал швидкої допомоги з північного Лівану, провінції Бекаа та південного Лівану було направлено до Бейрута для допомоги. Для гасіння пожеж після вибухів використовувались гвинтокрили. Десятки поранених, доставлених до сусідніх лікарень, не змогли прийняти через те, що лікарні було знищено.
За даними посла України в Лівані Ігоря Осташа, загинув 32-річний громадянин України, 56 українців звернулися по матеріальну допомогу у зв'язку з руйнуванням їх помешкань.

## Розслідування
Спочатку ліванські ЗМІ повідомляли, що вибухи сталися у складі феєрверків, інші повідомили, що було зруйновано склад нафтопродуктів. На складах у порту зберігалося 2750 тонн нітрату амонію.
Міністр внутрішніх справ Лівану Мохамед Фехмі у той же день заявив, що імовірно вибухнула велика кількість нітрату амонію, 2750 тонн якого конфіскували з корабля Росус й 2014 року розмістили на одному зі складів у порту для подальшої утилізації.
Митна служба Лівану 2016 та 2017 року шість разів зверталася до суду з проханням вирішити долю вибухонебезпечного вантажу в центрі столиці, але не отримала відповіді.
20 липня 2020 року генеральний прокурор Лівану склав доповідь про неналежне зберігання небезпечного вантажу: у стіні складу була діра, двері не зачинялися, всередину могли потрапити сторонні. Було висунуто вимогу залатати діру та відремонтувати двері.
За попередніми результатами розслідування Вищої ради оборони Лівану, перший вибух стався через зварювальні роботи, іскри від яких підпалили петарди та феєрверки, які зберігалися на 12-му складі причалу порту. Масштабна пожежа, що виникла на складі піротехніки, згодом стала детонатором для вибуху селітри. На період розслідування 19 працівників адміністрації порту Бейрута посадили під домашній арешт.
6 серпня поліція Кіпру за запитом ліванської влади допитала власника судна Росус Ігора Гречушкіна.
7 серпня президент Лівану Мішель Аун заявив про можливе зовнішнє втручання, що могло послужити причиною вибуху. Було озвучено 3 можливі версії події: недбалість, нещасний випадок, зовнішнє втручання. У той же день до розслідування підключили фахівців Інтерполу.

## Наслідки
Станом на 10 серпня було виявлено щонайменше 220 загиблих, з них 10 пожежників, 43 сирійці та більше десятка інших іноземців; 6000 поранених і 110 людей, що вважалися зниклими безвісти. Військові водолази в процесі пошуків жертв у порту, виявили тіло, відкинуте силою вибуху на 500 метрів. Серед загиблих був лідер ліванської націоналістичної партії «Катаїб» Назар Наджар'ян та відомий французький архітектор Жан-Марк Бонфіс. Донька та дружина прем'єр-міністра Лівана Хасана Діаба отримали поранення. Значно постраждала будівля посольства Нідерландів, від поранень померла дружина посла, поранення отримали й працівники посольства.
Була значно пошкоджена лікарня Святого Георгія, розташована за 2 км від місця вибуху. Лікарі були змушені приймати поранених на вулиці. Загалом, у місті повністю зруйновано 4 лікарні.
Отримав пошкодження корабель морської оперативної групи Тимчасових сил ООН в Лівані, внаслідок чого поранення отримали миротворці ООН. Всього серед поранених 48 співробітників ООН та 27 членів їхніх сімей. Руйнації зазнав круїзний лайнер Orient Queen. Двоє членів екіпажу загинуло та семеро постраждало, корабель почав набирати воду і затонув.
Отримали пошкодження два судна, що розвантажували пшеницю, а також портові споруди для розвантаження товарів і обладнання всередині силосів. За попередніми даними, 15 000 тонн пшениці, що зберігалася в бункерах порту, стали непридатними для споживання. Зруйнований другий за площею елеватор Лівану. Президент країни був змушений обмежити відпуск борошна пекарням. Також було зруйновано склад із 17 контейнерами медикаментів. Аеропорт, що розташований за 10 км від епіцентру вибуху, зазнав незначних пошкоджень та продовжив роботу.
Вища Рада оборони Лівану оголосила Бейрут зоною стихійного лиха, запровадивши в столиці надзвичайний стан до 18 серпня, всі стратегічні об'єкти міста з цього часу охоронялися армією. Президент країни Мішель Аун оголосив, що уряд передасть 100 млрд лір (50,5 млн фунтів стерлінгів або 66 млн доларів $) до фондів для боротьби з наслідками катастрофи.
За попередніми оцінками збитки сягнули 10-15 млрд $. Згідно заяви губернатора Бейрута Марвана Аббуда, домівки втратили 300 тисяч мешканців столиці.
В грудні 2020 року ЄС додатково виділив 100 млн євро Лівану для ліквідації наслідків вибухів. Всього ЄС уже виділив 170 млн євро.

## Протести
Надвечір 6 серпня у столиці Лівану почалися протести проти чинної влади. Учасники протестів намагалися пройти до парламенту, атакували поліціянтів, у відповідь ті використали сльозогінний газ. Протестувальники звинувачували уряд в недбалості, розпалювали вогонь та кидали каміння у правоохоронців.
8 серпня протести поновилися. Тисячі людей вийшли на головну площу Бейрута, вішаючи символічні зашморги. Демонстранти на деякий час зайняли будівлі МЗС, Міністерств економіки, енергетики та охорони природи в столиці, але згодом були вигнані силовиками. Того ж дня прем'єр Лівану Хасан Діаб запропонував провести дострокові вибори до парламенту. Діаб заявив, що вибух став наслідком багаторічної корупції.
9 серпня військові взяли під контроль центр міста, в ході протестів постраждало 728 осіб, один поліціянт загинув. Поліція відтіснила протестувальників з площі Пляс де Мартір, також було звільнено всі урядові будівлі, раніше захоплені мітингувальниками. У результаті протестів у відставку пішли міністр навколишнього середовища, міністр інформації та 6 депутатів парламенту.
10 серпня уряд Лівану заявив, що йде у відставку у повному складі.

## Реакція

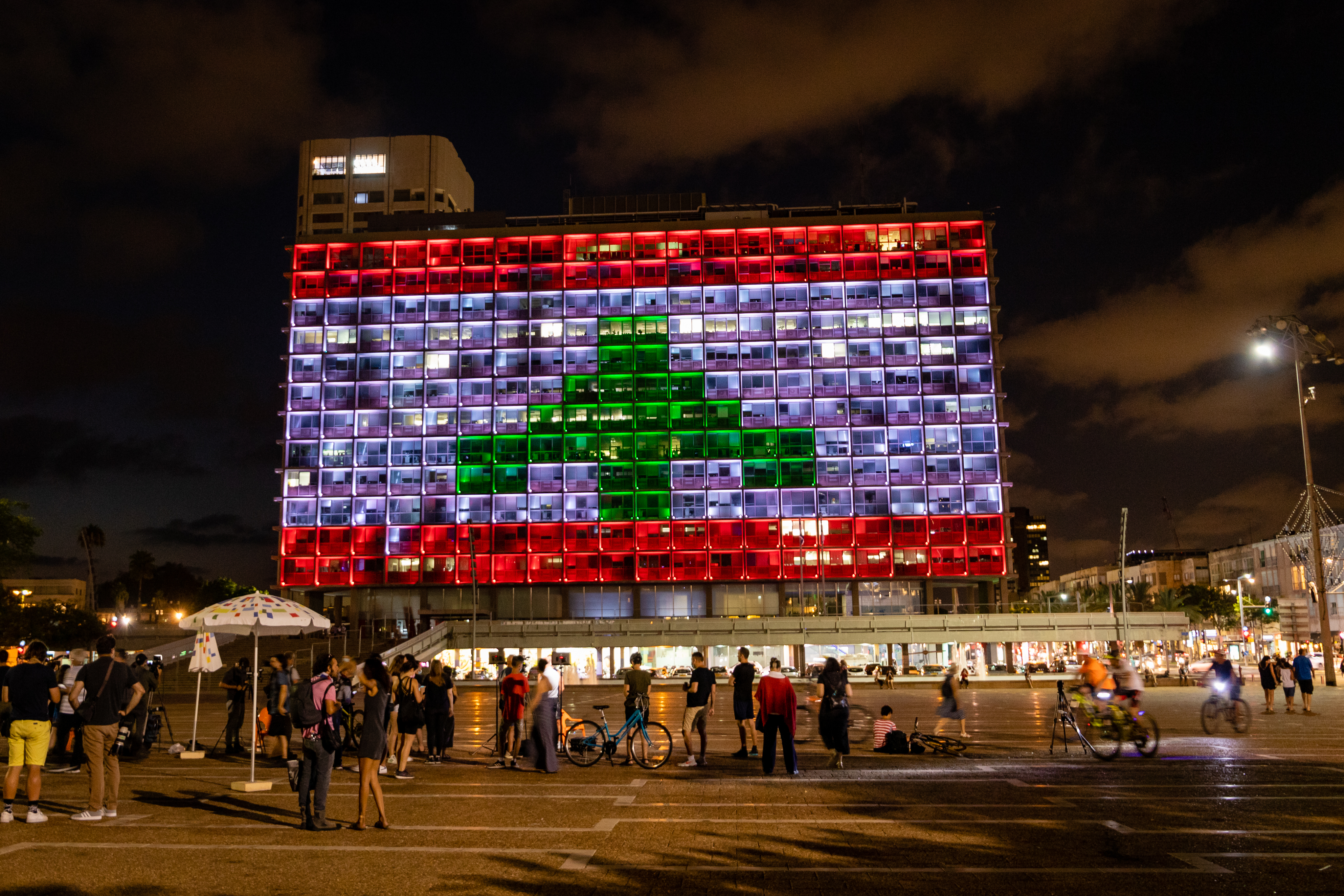
Мерія Тель-Авіва в кольорах прапора Лівану, 5 серпня 2020

Прем'єр-міністр Лівану Хасан Діаб оголосив, що з 5 серпня в країні діє триденна національна жалоба. Губернатор Бейрута Марван Абад назвав це «національною катастрофою» та плакав в прямому ефірі місцевого телебачення. Міжнародні донори пообіцяли виділити 297 мільйонів $.

### Міжнародна
- Міністр Європи та закордонних справ Франції Жан-Ів Ле Дріан заявив, що Франція готова допомогти Лівану[79], відправивши до Бейрута 55 фахівців з питань безпеки та шість тонн вантажу медичного устаткування[65]. 6 серпня Бейрут відвідав президент Франції Емманюель Макрон.
- Міністр МЗС Домінік Рааб та прем'єр-міністр Борис Джонсон висловили солідарність і запропонували підтримку[80] у вигляді пакету допомоги на п'ять мільйонів фунтів (5,6 мільйона євро)[65].
- Німеччина заявила, що направить 47 рятувальників, а також спрямує мільйон євро через німецький Червоний Хрест[65].
- Ізраїль заперечив причетність до вибуху та запропонував медичну гуманітарну допомогу[81].
- Ібрагім Калін, прессекретар турецького президента, заявив, що Туреччина готова допомогти у разі необхідності[82]. Згодом була поширена заява про співпрацю між країнами у відновленні порту Бейрута, а до того Туреччина запропонувала використовувати свій порт у Мерсіні[46].
- Азербайджан пообіцяв виділити 1 млн доларів[83].
- ООН виділила 6 млн $ допомоги[84].

## Зауваження
1. ↑  Rhosus (IMO 8630344, MMSI 214181621) — вантажне судно під прапором Молдови, прямувало з Батумі (Грузія) до Бейра (Мозамбік) з вантажем селітри. Фактичним власником цього судна був російський підприємець Ігор Гречушкін[33][34][35]